# Wolfenstein RPG
Wolfenstein RPG — компьютерная игра в жанре adventure RPG, разработанная id Software and Fountainhead Entertainment и выпущенная компанией EA Mobile 30 сентября 2008 года для мобильных устройств и 11 мая 2009 года для устройств под управлением iOS.

## Сюжет
Уильям '«Би-Джей»' Бласковиц, главный герой серии игр Wolfenstein, был захвачен в плен войсками Оси. Теперь он должен сбежать от своих похитителей и попытаться спасти мир, победив Паранормальную дивизию. Чтобы остановить дьявольски злобную Паранормальную дивизию Оси, он должен бежать из тюрьмы, пробраться через различные катакомбы и города и проникнуть в замок Вольфенштайн. По пути он может использовать различные инструменты и предметы.

## Отзывы
| Сводный рейтинг    | Сводный рейтинг |
| Агрегатор          | Оценка          |
| ------------------ | --------------- |
| GameRankings       | 87.50%          |
| Иноязычные издания |                 |
| Издание            | Оценка          |
| G4                 | 3/5             |
| IGN                | 8.5/10          |

Wolfenstein RPG получила преимущественно положительные отзывы критиков после выхода, набрав 87,50 % на агрегаторе GameRankings. Среди сильных сторон игры рецензенты отмечали разнообразие оружия, юмористическую составляющую, размеренный пошаговый геймплей и внимание к деталям в классическом стиле серии Wolfenstein, а также удачное внедрение элементов ролевых игр. К недостаткам относили ограниченную анимацию. Портал AppSpy присвоил игре высшую оценку 5 баллов, подчеркнув удобство управления, дружественный интерфейс, качественное визуальное и звуковое оформление, а также сохранение характерных особенностей Wolfenstein при современном подходе. Рецензент IGN Леви Бьюкенен поставил игре 8,5 из 10 баллов, отметив её «более мультяшный стиль по сравнению с мобильной версией», «художественное оформление» и назвав игру «тщательно проработанным продуктом». Портал Pocket Gamer оценил игру в 8 баллов из 10, выделив необычный темп игрового процессора и «превосходный черный юмор».